# 蔡德本
蔡德本（1925年12月6日—2015年8月29日），嘉義縣朴子人，畢業於東京名教中學、台灣省立師範學院（今國立台灣師範大學），臺灣教師、白色恐怖政治受難者。著有自傳小說《蕃薯仔哀歌》。

## 生平簡介
蔡德本，1925年12月6日出生於台南州東石郡朴子街樸子腳（現今嘉義縣朴子市）源遠商號，是家中最小的孩子，上有兄姊五人，從小備受疼愛。小學六年級時，胸懷大志，想要到日本接受非殖民式的教育。由舅舅黃啟南醫生帶到日本，投靠當時在日本已成家的大哥蔡德馨先生，直到中學畢業。回台後旋即於朴子東國民學校（今朴子國小）擔任教職。1946年考入台灣省立師範學院英國語文學系就讀。在校期間成立台語戲劇社，於師院演出《日出》改編之《天未亮》及《阿T的死亡》等劇；並於朴子榮昌戲院演出《天未亮》、《南歸》，及《金石盟》改編之《愛流》。1949年蔡德本又應師院學生自治會長周慎源邀請出任康樂部長，並創辦龍安文藝社，任社長，出版有《龍安文藝》。
1947年二二八事件之後，許多青年都傾向同情左翼並加入地下組織，當時蔡德本與李水井係朴子同鄉於李任教建中期間住同宿舍，蔡德本更憶及當時就讀台大英語系的同學陳水木將皮夾交給他轉交給李水井，李水井與陳水木都已加入共產黨地下組織皆為省工委居領導地位的要角，由於當時加入共產黨係單線聯絡方式，陳水木當時與李水井有隸屬關係，因李水井與蔡德本住同寢室，陳水木又與蔡德本為師大英語系同學，兩人可能都以為蔡德本已被吸收入黨，陳水木因而將武裝基地（係指鹿窟）的重要資料讓蔡德本帶給李水井，情境猶如諜對諜。
蔡德本當時雖未受吸收，卻受到其他案件的牽連，1947年暑假期間公費生張璧坤自中國返台與同鄉鄭文峰、蔡德本成立朴子學生聯誼會，當時熱愛藝術表演的蔡德本與他們公演許多舞台劇《天未亮》、《南歸》等作品，不料，張璧坤與鄭文峰等皆是省工委台大法學院支部的重要成員，日後發生光明報遭破獲，許多學工委成員遭逮捕，蔡德本因此受到牽連，受當局懷疑被送往新店安坑軍監施以感化教育，令其痛苦萬分。
1951年於朴子與黃燔桃女士結婚，次年長女式貞出世。1953年公費赴美留學一年，回國後旋即被情治單位拘捕入獄，以閱讀唯物論及魯迅小說為由施以感化教育5個月又5天。1955年11月出獄。1959年受聘於台南一中，任英文教師。1991年開始執筆《臺湾のいもっ子》，並於1993年由日本集英社出版。1995年在長女蔡式貞協助下，親自翻譯成中文版《蕃薯仔哀歌》 ，並由遠景出版社出版（見蔡式貞《蔡德本的藝文人生》，《台灣文學史料集刊第六輯》）。2002年由蔡式桂女士翻譯之英文版 《Elegy of Sweet Potatoes》出版。2016年《消失的項鍊》由周華斌先生翻譯，刊登於台灣文學史料集刊第六輯（國立台灣文學館出版，許素蘭女士主編）。
2015年8月29日，於台南家中安祥辭世。

## 獲獎紀錄
- 巫永福文學獎，1996年
- 鹽分地帶台灣新文學特別貢獻獎 ，1996年
- 第六屆府城文學獎特殊貢獻獎，2000年
- 朴子國小百周年校慶傑出校友 ，1997年

## 著作
- 臺湾のいもっ子(日本集英社出版），1994年
- 蕃薯仔哀歌(台灣遠景出版社出版），1995年
- 英文版《Elegy of Sweet Potatos》（望春風出版社出版，蔡式桂翻譯），2002年

### 短篇小說
- 《啤酒》，《苦瓜" （新生報副刊），1946年
- 《雞埘》（龍安文藝創刊號），1949年
- 《消失的項鍊》（台灣文學史料集刊，周華斌翻譯，許素蘭主編，台灣文學館出版），2016年

### 英文教學相關著作
- 升大學英文綜合測驗進階（明山出版社），1967年
- 高中英文單字測驗進階（上下兩冊，明山出版社），1971年
- 電腦測驗形式研究（明山出版社），1972年
- 英文字彙精通（明山出版社），1977年
- 英文模擬考試題（精準出版社），1980年

## 外部連結
- 在闇黑的年代， 為理想掌燭的作家 （页面存档备份，存于）
- 龍安文藝 （页面存档备份，存于）
- 蕃薯仔哀歌：白色恐怖的日子又將來臨 （页面存档备份，存于）
- 臺灣白色恐怖時期
- 四六事件